# IC 2510
IC 2510 ist eine Balken-Spiralgalaxie vom Hubble-Typ SBab im Sternbild Luftpumpe am Südsternhimmel, die schätzungsweise 115 Millionen Lichtjahre von der Milchstraße entfernt ist.
Das Objekt wurde im April 1900 von DeLisle Stewart entdeckt.